# ۶ اردیبهشت
۶ اردیبهشت سی و هفتمین روز سال در گاه‌شماری خورشیدی است. به پایان سال ۳۲۸ روز (۳۲۹ روز در سال کبیسه) باقی‌است.

## رویدادها
- ۱۳۷۱ - حادثه ۶ اردیبهشت ۱۳۷۱ فوکر اف۲۷ فرندشیپ نهاجا
- ۱۴۰۴ - انفجار اسکله شهید رجایی[۱]

## زادروزها
- ۱۲۴۰ - فضل‌الله دهش، ملقب به عطاءالملک، پدرش حاج محمدحسین شیرازی تاجر شیرازی بود. او که در سال ۱۳۰۰ اقدام به تأسیس اولین کارخانهٔ نساجی اصفهان کرد
- ۱۳۰۱ - ناصر فربد، سرلشکر نیروی زمینی ارتش ایران و رئیس ستاد مشترک ارتش
- ۱۳۲۷ - عبدالباقی درویش، خلبان و آموزگار نیروی هوایی ارتش جمهوری اسلامی ایران
- ۱۳۴۳ - مجتبی محرمی، بازیکن فوتبال
- ۱۳۵۸ - فریدون زندی، بازیکن فوتبال ایرانی-آلمانی
- ۱۳۷۲ - امیر عابدزاده، فوتبالیست و پسر احمدرضا عابدزاده

## درگذشت‌ها
- ۱۳۶۳ - مهدی شاه‌آبادی، روحانی و سیاستمدار
- ۱۳۹۱ - اباصلت صادقی، عضو عالی انجمن خوش‌نویسان ایران
- ۱۳۹۲ - حسن علوی‌کیا، از بنیان‌گذاران سازمان ساواک و سرتیپ نیروی زمینی شاهنشاهی ایران
- ۱۳۹۳ - حسام‌الدین مجتهدی، نماینده مجلس خبرگان رهبری
- ۱۳۹۸ - ناصر فربد، سرلشکر نیروی زمینی ارتش ایران و رئیس ستاد مشترک ارتش
- ۱۴۰۲ - عباسعلی سلیمانی، نماینده استان سیستان و بلوچستان در مجلس خبرگان رهبری